# Lasiocampa philopalus
Lasiocampa philopalus is een vlinder uit de familie van de spinners (Lasiocampidae). De wetenschappelijke naam van de soort is voor het eerst geldig gepubliceerd door Donzel.